# Aulonogyrus sesotho
Aulonogyrus sesotho là một loài bọ cánh cứng trong họ van Gyrinidae. Loài này được Brinck miêu tả khoa học năm 1966.